# Liste der Regierungschefs der Vereinigten Arabischen Emirate
Die nachfolgende Liste enthält alle Regierungschefs der Vereinigten Arabischen Emirate in chronologischer Reihenfolge seit der Unabhängigkeit von Großbritannien am 2. Dezember 1971. Der Regierungschef der Vereinigten Arabischen Emirate trägt die Amtsbezeichnung Premierminister.
Der Premierminister wird alle fünf Jahre durch den Obersten Herrscherrat, den Federal Supreme Council, dessen Mitglieder die amtierenden Emire der sieben Emirate Abu Dhabi, Adschman, Dubai, Fudschaira, Ra’s al-Chaima, Schardscha und Umm al-Qaiwain sind, neu gewählt.
Derzeitiger Premierminister ist Scheich Muhammad bin Raschid Al Maktum.

## Regierungschefs der Vereinigten Arabischen Emirate

### Übersicht
| Nr.    | Bild   | Name                                                                                             | Emirat | Amtsbezeichnung | Amtsantritt      | Amtsende            | Amtsdauer |
| ------ | ------ | ------------------------------------------------------------------------------------------------ | ------ | --------------- | ---------------- | ------------------- | --------- |
| Vakanz | Vakanz | Vakanz                                                                                           | Vakanz | Vakanz          | 2. Dezember 1971 | 9. Dezember 1971    | 7 Tage    |
| 1      |        | Scheich Maktum bin Raschid Al Maktum الشيخ مكتوم بن راشد آل مكتوم * 1943 † 4. Januar 2006        | Dubai  | Premierminister | 9. Dezember 1971 | 25. April 1979      | 2694 Tage |
| 2      |        | Scheich Raschid bin Said Al Maktum الشيخ راشد بن سعيد آل مكتوم * 11. Juni 1912 † 7. Oktober 1990 | Dubai  | Premierminister | 25. April 1979   | 7. Oktober 1990 (†) | 4183 Tage |
| (1)    |        | Scheich Maktum bin Raschid Al Maktum الشيخ مكتوم بن راشد آل مكتوم * 1943 † 4. Januar 2006        | Dubai  | Premierminister | 7. Oktober 1990  | 4. Januar 2006 (†)  | 5568 Tage |
| Vakanz | Vakanz | Vakanz                                                                                           | Vakanz | Vakanz          | 4. Januar 2006   | 11. Februar 2006    | 38 Tage   |
| 3      |        | Scheich Muhammad bin Raschid Al Maktum الشيخ محمد بن راشد آل مكتوم * 15. Juli 1949               | Dubai  | Premierminister | 11. Februar 2006 | amtierend           | 6967 Tage |